# Абидия
Абидия (арабски: ?) е град в североизточната част на Судан. Градът е най-близкото населено място до Нубийска пустиня.
| Портал | Портал „Африка“ съдържа още много статии, свързани с Африка. Можете да се включите към Уикипроект „Африка“. |